# Puttichai Kasetsin
Puttichai Kasetsin (พุฒิชัย เกษตรสิน), noto anche con lo pseudonimo di Push (พุฒ) (Ratchaburi, 3 luglio 1986), è un attore televisivo, conduttore radiofonico, conduttore televisivo e modello thailandese.

## Filmografia

### Televisione
- Koo Rak Tang Kua - serie TV (2011)
- Joot Nad Pob - serie TV (2011)
- Club Friday the Series - serie TV (2011-2012)
- Waew Mayura - serie TV (2012)
- Love On Air - Mai bauk rak... tae rak mark - serie TV (2013)
- Rak jing ping ker - serie TV, 1 episodio (2013)
- Forward - serie TV (2013)
- Love Balloon - serie TV (2013)
- Leh Nang Fah - serie TV (2014)
- Fun Fueng - serie TV (2014)
- Ugly Duckling - Luk pet khire - serie TV (2015)
- Roy Leh Saneh Rai - serie TV (2015)
- I Wanna Be Sup'Tar - serie TV (2015)
- Club Friday the Series 6 - Kwarm rak mai pit - serie TV (2015)
- Love Flight - miniserie TV (2015)
- Club Friday To Be Continued - Ter Bplian Bpai - serie TV (2016)
- Puer Ter - serie TV (2016)
- Little Big Dream - Khwam fan an sungsut - film TV (2016)
- U-Prince Series - serie TV, 9 episodi (2016-2017)
- Game Maya - serie TV (2016)
- Stairway to Stardom - serie TV (2017)
- Kun mae wai sai: The Series - serie TV (2017)
- My Dear Loser - Rak mai aothan - serie TV, 12 episodi (2017)
- Flower Ring - serie TV (2017)
- Happy Birthday - Wan kheud khong nay wan tay khong chan - serie TV (2018)
- Songkram Nak Pun - serie TV (2018)
- Club Friday: The Series 10 - Rak nokchai - serie TV, 5 episodi (2018)
- Bai Mai Tee Plid Plew - serie TV (2019)
- Patiharn Ruk - serie TV, in produzione (2019)
- Boss & Me - serie TV, in produzione (2019)
- Songkram Nak Pun: Season 2 - serie TV, in produzione (2019)
- Club Friday The Series Season 11: Ruk Mai Mee Tua Ton - serie TV, in produzione (2019)